# Hookerochloinae
Hookerochloinae Soreng & L.J.Gillespie, 2022 è una sottotribù di piante angiosperme monocotiledoni appartenente alla famiglia Poaceae (o Gramineae, nom. cons.), sottofamiglia Pooideae.

## Descrizione

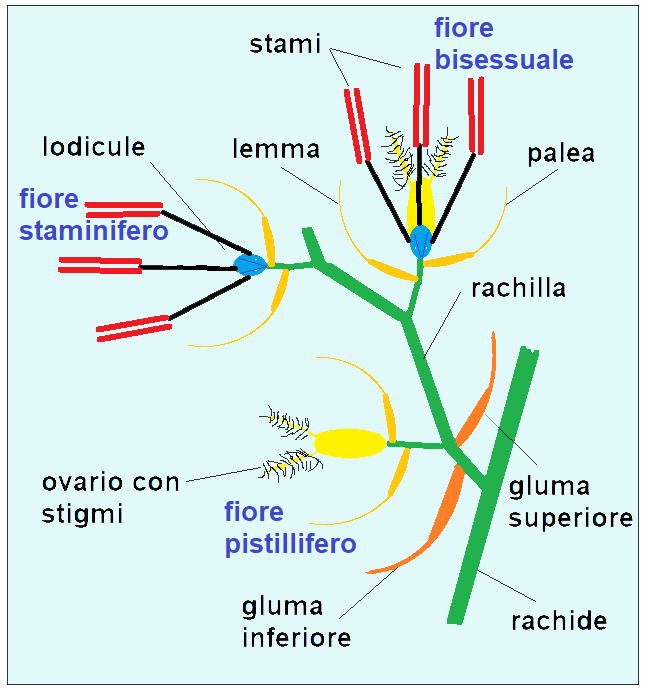
Spighetta generica con tre fiori diversi

### Portamento
Il portamento delle specie di questo gruppo in genere è cespuglioso o rizomatoso con forme biologiche tipo emicriptofita cespitosa (H caesp) e cicli biologici annuali o perenni. I culmi sono cavi a sezione più o meno rotonda. In queste piante non sono presenti i micropeli. Altezza massima delle piante 15 – 120 cm. In Nicoraepoa sono presenti delle specie dioiche, ginodioiche o ermafrodite con robusti rizomi.

### Foglie
Le foglie lungo il culmo sono disposte in modo alterno, sono distiche e si originano dai vari nodi. Sono composte da una guaina, una ligula e una lamina. Le venature sono parallelinervie. Non sono presenti i pseudopiccioli e, nell'epidermide delle foglia, le papille.
- Guaina: la guaina è abbracciante il fusto e in genere è priva di auricole.
- Ligula: la ligula è membranosa e a volte è cigliata e pubescente.
- Lamina: la lamina ha delle forme generalmente lineari con apici appuntiti. In ''Nicoraepoa la superficie adassiale delle foglie presenta delle sporgenze prominenti.

### Infiorescenza
- Infiorescenza principale (sinfiorescenza o semplicemente spiga): le infiorescenze, ascellari e terminali, in genere sono ramificate e sono formate da alcune spighette pedicellate ed hanno la forma di una pannocchia aperta. La fillotassi dell'inflorescenza inizialmente è a due livelli, anche se le successive ramificazioni la fa apparire a spirale.
- Infiorescenza secondaria (o spighetta): le spighette, compresse lateralmente, sottese da due brattee distiche e strettamente sovrapposte chiamate glume (inferiore e superiore), sono formate da uno a 5 fiori. Possono essere presenti dei fiori sterili alla fine della rachilla ossia in posizione distale rispetto a quelli fertili. L'estensione della rachilla è presente. Alla base di ogni fiore sono presenti due brattee: la palea e il lemma. La disarticolazione avviene con la rottura della rachilla sopra ogni fiore.
- Glume: le glume, con apici da acuti a ottusi, sono più corte del fiore.
- Palea: la palea è un profillo con una venature piegata; può essere cigliata. A volte è strettamente connessa al lemma.
- Lemma: il lemma, con apici acuti o troncati (mucronati), è cigliato e traslucido distalmente; può essere bidentato.

### Fiori
I fiori fertili sono attinomorfi formati da 3 verticilli: perianzio ridotto, androceo  e gineceo.
- Formula fiorale:[6]

*, P 2, A (1-)3(-6), G (2–3) supero, cariosside.
- Il perianzio è ridotto e formato da due lodicule, delle squame traslucide, poco visibili (forse relitto di un verticillo di 3 sepali). Le lodicule sono membranose e non vascolarizzate.

- L'androceo è composto da 3 stami ognuno con un breve filamento libero, una antera sagittata e due teche. Le antere sono basifisse con deiscenza laterale. Il polline è monoporato.

- Il gineceo è composto da 3-(2) carpelli connati formanti un ovario supero. L'ovario, glabro, ha un solo loculo con un solo ovulo subapicale (o quasi basale). L'ovulo è anfitropo e semianatropo e tenuinucellato o crassinucellato. Lo stilo, breve, è unico con due stigmi papillosi e distinti.

### Frutti
I frutti sono del tipo cariosside, ossia sono dei piccoli chicchi indeiscenti, con forme ovoidali, nei quali il pericarpo è formato da una sottile parete che circonda il singolo seme. In particolare il pericarpo è fuso al seme ed è aderente. L'endocarpo non è indurito e l'ilo è più o meno puntiforme (in tutti i casi è lungo meno di 1/3 della lunghezza del frutto). L'embrione è piccolo e provvisto di epiblasto ha un solo cotiledone altamente modificato (scutello senza fessura) in posizione laterale. I margini embrionali della foglia non si sovrappongono.

## Biologia
Come gran parte delle Poaceae, le specie di questo genere si riproducono per impollinazione anemogama. Gli stigmi più o meno piumosi sono una caratteristica importante per catturare meglio il polline aereo. 
La dispersione dei semi avviene inizialmente a opera del vento (dispersione anemocora) e una volta giunti a terra grazie all'azione di insetti come le formiche (mirmecoria).

## Distribuzione
I generi di questo gruppo sono tutti nativi dell'emisfero australe, ad eccezione di Arctagrostis (zone artiche del Nord) .
| Genere       | Distribuzione e habitat   |
| ------------ | ------------------------- |
| Arctagrostis | Zone artiche del Nord     |
| Hookerochloa | Australia e Nuova Zelanda |
| Nicoraepoa   | Argentina e Cile          |
| Saxipoa      | Australia                 |
| Sylvipoa     | Australia\|               |

## Tassonomia
La famiglia delle Poacee comprende circa 800 generi e oltre 9.000 specie. È una delle famiglie più numerose e più importanti del gruppo delle monocotiledoni. La famiglia è suddivisa in 12 sottofamiglie, la sottotribù Hookerochloinae fa parte della sottofamiglia Pooideae, tribù Poeae.

### Generi
La sottotribù si compone di 5 generi e 13 specie:
- Arctagrostis Griseb. (2 specie)
- Hookerochloa E.B.Alexeev (2 spp.)
- Nicoraepoa Soreng & L.J.Gillespie (7 spp.)
- Saxipoa Soreng, L.J.Gillespie & S.W.L.Jacobs (1 sp.: Saxipoa saxicola (R.Br.) Soreng, L.J.Gillespie & S.W.L.Jacobs)
- Sylvipoa Soreng, L.J.Gillespie & S.W.L.Jacobs (1 sp.: Sylvipoa queenslandica (C.E.Hubb.) Soreng, L.J.Gillespie & S.W.L.Jacobs)

### Filogenesi
Il clade "HSAQN" fa parte della tribù Poeae R.Br., 1814 (quest'ultima è compresa nella supertribù Poodae L. Liu, 1980). La tribù Poeae (formata da diverse sottotribù suddivise in alcune supersottotribù) è l'ultimo nodo della sottofamiglia Pooideae ad essersi evoluto (gli altri precedenti sono la tribù Brachyelytreae, e le supertribù Nardodae, Melicodae, Stipodae e Triticodae).
"HSAQN" nell'attuale circoscrizione forma un clade abbastanza ben supportato e appartiene al gruppo con le sequenze dei plastidi di tipo "Poeae" (definito "Poeae chloroplast groups 2 ") ed è circoscritta nella supersottotribù Poodinae Soreng & L.J. Gillespie, 2017 (chiamata anche PAM clade). La supersottotribù Poodinae comprendente alcune sottotribù (Poinae, Miliinae, Phleinae e Avenulinae) e il gruppo denominato "ABCV clade" comprendente (in posizione politomica) le sottotribù Beckmanniinae, Cinninae, Alopecurinae, Ventenatinae e altri cladi minori (tra cui quello di questa voce). Ulteriori studi sono necessari per avere informazioni più dettagliate e precise in quanto la struttura sopra descritta non è l'unica che emerge dalle analisi filogenetiche attuali.
Le seguenti sinapomorfie sono relative a tutta la sottofamiglia (Pooideae):
- la fillotassi dell'inflorescenza inizialmente è a due livelli;
- le spighette sono compresse lateralmente;
- i margini embrionali della foglia non si sovrappongono;
- l'embrione è privo della fessura scutellare.

Le sinapomorfie relative alla tribù Poeae sono:
- l'ilo è puntiforme;
- dei lipidi (grassi) sono presenti nell'endosperma;
- le lodicule sono prive di ciglia;
- l'ovario è glabro.

Per le specie di questa voce sono state trovate le seguenti sinapomorfie:
- Hookerochloa: i margini delle glume sono cigliati; gli internodi della rachilla sono densamente pubescenti.
- Nicoraepoa: le ligule sono abassialmente pubescenti; le foglie hanno degli apici appuntiti.
- Saxipoa: la rachilla è densamente pubescente.
- Sylvipoa: le guaine sono aperte fino alla base; la lamina delle foglie si presenta con evidenti venature trasversali.

Il cladogramma seguente, tratto dallo studio citato, mostra una possibile configurazione filogenetica del gruppo "HSAQN".
|  | Hookerochloa |
|  |              |
|  | Saxipoa      |
|  |              |

|  | \| \| Sylvipoa \| \| \| \| \| \| Nicoraepoa \| \| \| \| |
|  |                                                         |
|  | Arctagrostis                                            |
|  |                                                         |
|  | Sylvipoa                                                |
|  |                                                         |
|  | Nicoraepoa                                              |
|  |                                                         |

|  | Sylvipoa   |
|  |            |
|  | Nicoraepoa |
|  |            |

|  | Hookerochloa |
|  |              |
|  | Saxipoa      |
|  |              |

|  | \| \| Sylvipoa \| \| \| \| \| \| Nicoraepoa \| \| \| \| |
|  |                                                         |
|  | Arctagrostis                                            |
|  |                                                         |
|  | Sylvipoa                                                |
|  |                                                         |
|  | Nicoraepoa                                              |
|  |                                                         |

|  | Sylvipoa   |
|  |            |
|  | Nicoraepoa |
|  |            |